# René Garraud
René Jean Garraud (Sainte-Bazeille, 20 november 1849 - Lyon, 11 november 1930) was een Frans jurist en hoogleraar aan de Universiteit van Lyon.

## Biografie
René Garraud studeerde rechten van 1867 tot 1871 en behaalde in 1873 een doctoraat. Van 1874 tot 1875 doceerde hij bestuursrecht aan de Universiteit van Rijsel, ter vervanging van Emile Alglave. Nadien was hij van 1875 tot 1878 docent en vervolgens van 1878 tot 1921 hoogleraar strafrecht aan de Universiteit van Lyon. Van 1898 tot 1913 doceerde hij tevens gevangeniswetenschappen.
Garraud doceerde eveneens notarieel recht van 1885 tot 1910.
Hij was de vader van Pierre Garraud (1888-1967), die tevens hoogleraar in de rechten was.

## Werken
- (fr)  Précis de droit criminel, Parijs, Larose et Forcel, 1881.
- (fr)  Traité théorique et pratique du droit pénal français, Parijs, Larole et Forcel, vijf volumes, 1888-1894.
- (fr)  Traité théorique et pratique d'instruction criminelle et de procédure pénale, Parijs, Librairie du Recueil Sirey, zes volumes, 1907-1929 (samen met zijn zoon Pierre Garraud).
- (fr)  De la déconfiture et des améliorations dont la législations sur cette matière est susceptible, 1880, 300 p.
- (fr)  La relégation et l'interdiction de séjour, Explication de la loi du 27 mai 1885, Parijs, Larose et Forcel, 1886, 40p.
- (fr)  L'Anarchie et la répression, Parijs, Larose, 1895, 118 p.